# Otfried Kastner
Otfried Franz Karl Kastner (* 21. Mai 1899 in Steyr; † 1988 in Perg) war ein österreichischer Kunsthistoriker, Heimatforscher, Autor und Hochschullehrer.

## Leben
Otfried Kastner studierte Kunstgeschichte und war von 1943 bis 1945 Hochschullehrer an der Technischen Hochschule Linz.
Er war Autor zahlreicher heimatkundlicher und kunstgeschichtlicher Bücher und Beiträge, etwa für die Jahrbücher des Oberösterreichischen Musealvereins. Er war außerdem bei den Oberösterreichischen Landesmuseen tätig.
Otfried Kastner war der Bruder des Kunstsammlers Walther Kastner.

## Publikationen (Auswahl)
Monographien:
- Das obere Mühlviertel, sein Wesen und seine Kunst. Wien 1938
- Heimische Weihnachtskrippen. Oberösterreichischer Landesverlag, Linz 1948
- Eisenkunst im Lande ob der Enns. OÖ Landesverlag, Linz 1954
- Klemens Brosch. Wimmer, Linz 1963
- Die Krippe. OÖ Landesverlag, Linz 1964
- Die weihnachtlichen Krippen in Linz und Umgebung. Schroll, Wien 1966
- Ranzen, Gürtel, Federkiel. OÖ Landesverlag, Linz 1974
- Am Wege. Trauner, Linz 1974

Artikel:
- Der Kefermarkter Altar im Wandel der Betrachtung. Versuch einer Übersicht seit 1818. In: Oberösterreichische Heimatblätter. Jahrgang 9, Linz 1955, S. 1–22 (ooegeschichte.at [PDF]).
- Barockplastik im Oberösterreichischen Landesmuseum. Museumsführer, Linz 1963, S. 129–136 (zobodat.at [PDF]).
- Richard Diller, Leben und Werk. In: Oberösterreichische Heimatblätter. Jahrgang 20, 1966, Heft 1/2, S. 71–85 (ooegeschichte.at [PDF]).

## Auszeichnungen
- Berufstitel Professor